# Blikdåsekatedralen
49°54′44.12″N 97°08′2.93″V / 49.9122556°N 97.1341472°V
Blikdåsekatedralen (engelsk: Tin Can Cathedral) var den første uafhængige ukrainske kirke i Nordamerika. Den repræsenterede hovedsædet for det lokale ukrainske kirkesamfund, som blev grundlagt i Winnipeg, Manitoba i Canada. Kirken har ingen forbindelse til nogen trosretning i Europa. 
Fra 1891 begyndte Ukrainske indvandrere at komme til Canada, hovedsageligt fra de østrigsk-ungarske provinser og territorier omkring Bukovina og Galicien. De nyankomne fra Bukovina var øst-ortodokse, og de nyankomne fra Galicien var øst-katolikker. I begge tilfælde var de bekendte med de byzantinske ritualer. I 1903 var den ukrainske befolkning i det vestlige Canada blevet så stor, at den tiltrak opmærksomhed fra religiøse ledere, politikere og lærere.

## Hovedpersoner
Nøglepersonen i befolkningen af ukrainske indvandrere i Winnipeg var på dette tidspunkt Cyril Genik (1857-1925). Han kom fra Galicien, en historisk region i det østlige Centraleuropa, som i dag er delt mellem Polen og Ukraine.
Geniks fætter Ivan Bodrug (1874-1952) og hans ven Ivan Negrich (1875-1946) kom også fra landsbyen Bereziv i kommunen Kolomyja og var uddannet lærere i Galicien. Disse tre mænd udgjorde kernen som rådmænd for den ukrainske befolkning i Winnipeg og blev kendt som "Bereziv-triumviratet" (Березівська Трійця).
En anden medvirkende var biskop Seraphim, hvis rigtige navn var Stefan Ustvolsky. Han endte med at blive frataget sin præstelige værdighed i Den hellige synode i St. Petersborg. Efter han kom til Winnipeg blev han accepteret af ukrainerne, som en "omvandrende hellig mand", en tradition der går tilbage til den tidlige kristendom. 
En anden person som medvirkede i hændelserne, som senere kulminerede i oprettelsen af Blikdåsekatedralen, var Seraphims assistent Makarii Marchenko. Marchenko tjente som diakon eller kantor og hjalp Seraphim med gudstjenesterne, som han var godt fortrolig med. Han var kommet sammen med Seraphim fra USA. Ærkebiskop Adelard Langevin, der boede i St. Boniface, var leder af det romersk-katolske bispedømme i det vestlige Canada og havde direkte kontakt med paven i Rom. Han mente, at hans præster var mere end tilstrækkelige for den ukrainske befolkning.  Andre medvirkende var dr. William Patrick, rektor på Manitoba College, en presbyteriansk skole i Winnipeg; Canadas Liberale Parti i Manitoba; og russisk-ortodokse missionærer.

## Oprettelse og konflikt
Hvis det var en enkelt hændelse, der udløste det følgende drama, kan det have været, da et medlem af Manitobas lovgivende forsamling, Joseph Bernier, introducerede et lovforslag i 1902: "overføre ejendomme tilhørende den græsk-rutniske kirke (rutenere er en ældre betegnelse for ukrainere) i fællesskab med Rom under kontrol af korporationer under den romerske kirkes kontrol."  Ærkebiskop Langevin erklærede, at "rutenerne skal bevise, at de er katolikker ved at overføre deres ejendom til kirken og ikke som protestanterne til en gruppe lægfolk, uanset præst eller biskop."  Størrelsen af den ukrainske befolkning havde også tiltrukket interesse fra russisk-ortodokse missionærer. På dette tidspunkt brugte den russisk-ortodokse kirke 100.000 dollars om året på missionsarbejde i Nordamerika.  Samtidig blev også den presbyterianske kirke interesseret. Den opfordrede de unge mænd fra det ukrainske samfund til at studere på Manitoba College (nu University of Winnipeg). De arrangerede specielle kurser for unge ukrainere, der ønskede at blive lærere (og senere præster i den uafhængige græsk-ortodokse kirke).  Genik oversatte deres skolepapirer fra polsk til engelsk, og de blev de første ukrainske studerende på et universitet i Nordamerika. 
Genik, Bodrug og Negrich handlede hurtigt for at sikre uafhængighed i deres lokalsamfund. De inviterede Seraphim til Winnipeg og han ankom i april 1903.  Hensigten var at grundlægge en kirke, der var uafhængig af kirkerne i Europa, og som ikke havde nogen loyalitet over for de religiøse grupper, der kæmpede om kontrollen over den ukrainske befolkning. Seraphim etablerede en ortodoks-russisk kirke, men ikke en russisk-ortodoks kirke. Han udnævnte sig selv som leder og for at berolige ukrainerne fik kirken navnet Seraphimite Church. Kirken anvendte ritualer, de var vant til fra deres hjemland. Den 13. december 1903 åbnede og indviede Seraphim en lille træbygning. Kirken blev placeret på den østlige side af McGregor Street mellem Manitoba Avenue og Pritchard Avenue.  Den fik tilnavnet "Tin Can Cathedral", "Blikdåsekatedralen" på grund af dens triste og uformelle udseende. Efter to år hævdede kirken, at den havde næsten 60.000 tilhængere. 
På grund af "diverse indiskretioner og problemer med alkohol", mistede rådmændene, som havde inviteret Seraphim til Winnipeg, tilliden til ham. Der blev gennemført et kup, hvor Seraphim blev fjernet, dog uden at menigheden blev opløst. Seraphim rejste til St. Petersborg for at modtage anerkendelse og finansiering fra den hellige synode. I hans fravær fik Ivan Bodrug og Ivan Negrich, som allerede var teologistuderende på Manitoba College såvel som præster i Seraphimite kirken, garantier for finansiering fra den presbyterianske kirke på betingelse af, at Seraphimite kirken med tiden ville blive omdannet til en presbyteriansk model. I efteråret 1904 kom Seraphim tilbage fra Rusland men uden nogen "posobiye". Hvad der var sket i hans fravær, opfattede han som forræderi og opfordrede til øjeblikkelig ekskommunikation af alle involverede præster. Han fik trykt billeder af dem i de lokale aviser med deres navne skrevet hen over brystet, som om de var kriminelle.  Hans hævn var dog kortlivet, da han fik nyheden om, at han selv var blevet ekskommunikeret af den russiske hellige synode. Han forlod Manitoba i 1908 og kom aldrig tilbage. 

## Eftervirkninger
I kølvandet på den sociale og åndelige ilds opblussen var det ukrainsk-canadiske samfund blevet styrket.
Ivan Bodrug, en af oprørerne i Seraphimite kirken, blev leder af den nye uafhængige kirke. Han var en meget karismatisk præst i sin egen ret og prædikede en evangelisk kristendom præget af presbyteriansk indflydelse. Han levede indtil 1950'erne. Kirkebygningen til den uafhængige kirke stod på hjørnet af Pritchard Avenue og McGregor Street, og selv om den første bygning som Seraphim havde bygget blev revet ned, blev en ny bygning opført af presbyterianerne. Der står den stadigvæk overfor ukrainernes kulturcenter i den nordlige del af Winnipeg. 
Ærkebiskop Langevin øgede sine bestræbelser på at assimilere det ukrainske samfund i den katolske kirke. Han oprettede Basilian kirken dedikeret til Sankt Nicholas med belgiske præster, fader Delaere og andre, der læste messe i gammelt kirkeslavisk, klædte sig i overensstemmelse med græske ritualer og holdt prædikener på polsk. Denne kirke blev placeret overfor den uafhængige ukrainske katedral dedikeret til helgen Vladimir og helgeninden Olga på McGregor Street.
Canadas Liberale Parti var klar over, at ukrainerne ikke altid var allieret med Langevin og katolikker. Sidstnævnte støttede den anden side, Canadas Konservative Parti. Det Liberale Parti stiftede af den grund den første ukrainsksproglige avis i Canada; Kanadiskyi Farmer ("Den Canadiske Landmand"). Den første redaktør var ingen anden end Ivan Negrich. 
Da Seraphim forsvandt, erklærede hans tidligere assistent Makarii Marchenko sig selv, som ikke blot den nye biskop for den ukrainske kirke, men også ærkebiskop, ærkepave, ærkehedmand (kosakhøvding) og ærkeprins, og samtidigt ekskommunikerede han både den katolske pave og den russiske hellige synode.  Siden blev der sagt, at så sent som i 1930'erne rejste han rundt ude på landet og prædikede østlige ritualer til traditionstro ukrainske bønder.

## Eksterne links
- Православная Церковь Всероссийского Патриаршества
- Kijevriget
- Five Door Films, Romance of the Far Fur Country Arkiveret 18. december 2015 hos  Wayback Machine
- Hryniuk, Stella. "Cyril Genik". Dictionary of Canadian Biography.
- Hryniuk, Stella. "Bishop Seraphim". Dictionary of Canadian Biography.
- Martynowych, Orest T., The Seraphimite, Independent Greek, Presbyterian and United Churches Arkiveret 10. april 2014 hos  Wayback Machine
- Tin Can Cathedral by Nick Mitchell
- Orysia Paszczak Tracz (1998). "Our Christmas: nothing's really changed". The Ukrainian Weekly. Arkiveret fra originalen 17. februar 2013. Hentet 20. maj 2014.
- University of Manitoba Libraries: Winnipeg Building Index. Tin Can Cathedral Selkirk Avenue 1904 Arkiveret 9. november 2013 hos  Wayback Machine
- Yereniuk, Roman, A Short Historical Outline of the Ukrainian Orthodox Church of Canada Arkiveret 23. oktober 2014 hos  Wayback Machine